# Auchenipterus demerarae
Auchenipterus demerarae är en fiskart som beskrevs av Eigenmann 1912. Auchenipterus demerarae ingår i släktet Auchenipterus och familjen Auchenipteridae. Inga underarter finns listade.